# 梅莱 (库内奥省)
梅莱（義大利語：Melle），是意大利库内奥省的一个市镇。总面积28平方公里，人口340人，人口密度12.1人/平方公里（2009年）。ISTAT代码为004122。